# Alexandr (Pochvalinskij)
Alexandr (světským jménem: Alexandr Andrejevič Pochvalinskij; 4. března 1865, Chochloma – 11. prosince 1937,  Gorkij) byl ruský duchovní Ruské pravoslavné církve, arcibiskup bogorodský a vikář nižněnovgorodské eparchie.

## Život
Narodil se 4. března 1865 ve vesnici Chochloma Nižněnovgorodské gubernie v rodině diákona. Pokřtěn byl 7. března v chrámu Narození přesvaté Bohorodice v rodné vsi.
Roku 1880 dokončil Nižněnovgorodské duchovní učiliště a roku 1886 Nižněnovgorodský duchovní seminář. Stal se psalomščikem chrámu svatého Vladimíra v Nižném Novgorodu. Oženil se.
Dne 28. února 1889 byl rukopoložen na jereje. Byl určen pro službu v chrámu Pokrova přesvaté Bohorodice ve vesnici Alexandrovka. Roku 1893 ovdověl.
V září 1901 se stal duchovním katedrálního chrámu Proměnění Páně Nižněnovgorodského kremlu. Dne 7. dubna 1905 mu bylo uděleno právo nosit kamilaukion. Dne 19. března 1909 mu byl Nejsvětějším synodem udělen náprsní kříž.
Roku 1917 byl jmenován blagočinným nižněnovgorodských chrámů a 14. června byl povýšen na protojereje.
Dne 27. prosince 1918 se stal představeným Spaského Starojarmaročného chrámu v Nižním Novgorodu.
Dne 16. června 1922 arcibiskup nižněnovgorodský Jevdokim (Meščerskij) uznal renovační církevní správu a protojerej Alexandr jej následoval.
Dne 29. června 1922 byl po postřižení na rjasofora rukopoložen na biskupa pavlovského a vikáře nižněnovgorodské eparchie. Světiteli byli arcibiskup Jevdokim (Meščerskij), biskup Varnava (Běljajev) a biskup Polikarp (Tichonravov).
Dne 7. září 1923 byl patriarchou Tichonem přijat zpět do jurisdikce Moskevského patriarchátu.
Dne 12. dubna 1925 podepsal akt o předání nejvyšší církevní moci metropolitu Petru (Poljanskému).
Dne 26. září 1929 se stal biskupem bogorodským a vikářem nižněnovgorodské eparchie s povinnost dočasně spravovat eparchii z důvodu nepřítomnosti metropolity Sergije (Stragorodského), který byl také locum tenens patriarchálního trůnu.
Dne 2. října 1932 byl ustanoven biskupem podolským a vikářem moskevské eparchie s povýšením do hodnosti arcibiskupa. Dne 20. října 1932 se opět stal arcibiskupem bogorodským.
V dubnu 1933  mu bylo uděleno právo nosit na klobuku kříž.
Dne 3. listopadu 1937 byl zatčen. Spolu sním bylo zatčeno devět kněží, tři diakoni a další věřící. Dne 2. prosince byl Trojkou NKVD za účast v církevně-fašistické, špionážně-povstalecké organizaci odsouzen k trestu smrti. Dne 11. prosince 1937 byl v Gorkém (dnes Nižnij Novgorod) zastřelen.
Dne 18. března 1957 byl Vojenským tribunálem Moskevského vojenského okruhu rehabilitován.